# Argia huanacina
Argia huanacina – gatunek ważki z rodziny łątkowatych (Coenagrionidae). Występuje na terenie Ameryki Południowej; stwierdzony w Kolumbii, Ekwadorze, południowo-zachodniej Brazylii, Peru i Boliwii. Opisał go w 1914 roku Friedrich Förster w oparciu o okazy (2 samce i samicę) odłowione na dwóch stanowiskach w Peru.